# Narak jezik
Narak jezik (ISO 639-3: nac), transnovogvinejski jezik u Papui Novoj Gvineji, kojim govori 6 220 ljudi (2000 popis) u provinciji Western Highlands.
Sličan je jezicima maring [mbw] i kandawo [gam] s kojima čini podskupinu jimi, ogranka Chimbu-Wahgijskih jezika i jeziku sjeverni Wahgi [whg] (podskupina wahgi). Neki od govornika koriste i tok pisin [tpi] ili engleski [eng].

## Vanjske poveznice
- Ethnologue (14th)
- Ethnologue (15th)